# 湯の洞温泉口駅
湯の洞温泉口駅（ゆのほらおんせんぐちえき）は、岐阜県美濃市保木脇にある、長良川鉄道越美南線の駅である。駅番号は13。

## 歴史
- 1926年（大正15年）7月15日：鉄道省越美南線美濃町駅（現・美濃市駅） - 当駅間開通時に終着駅の板取口駅（いたとりぐちえき）として開設[1][3]。
- 1927年（昭和2年）4月10日：当駅 - 美濃洲原駅（現・母野駅）間延伸、途中駅となる[1]。
- 1956年（昭和31年）12月20日：美濃立花駅（みのたちばなえき）に改称[3]。
- 1959年（昭和34年）10月10日：貨物取扱廃止[3]。
- 1974年（昭和49年）12月1日：荷物扱い廃止[4]。駅員無配置駅となる[2]。
- 1986年（昭和61年）12月11日：越美南線が長良川鉄道へ転換、同社の駅となる[1][3]。同時に湯の洞温泉口駅（ゆのほらおんせんぐちえき）に改称[1][3]。

## 駅構造

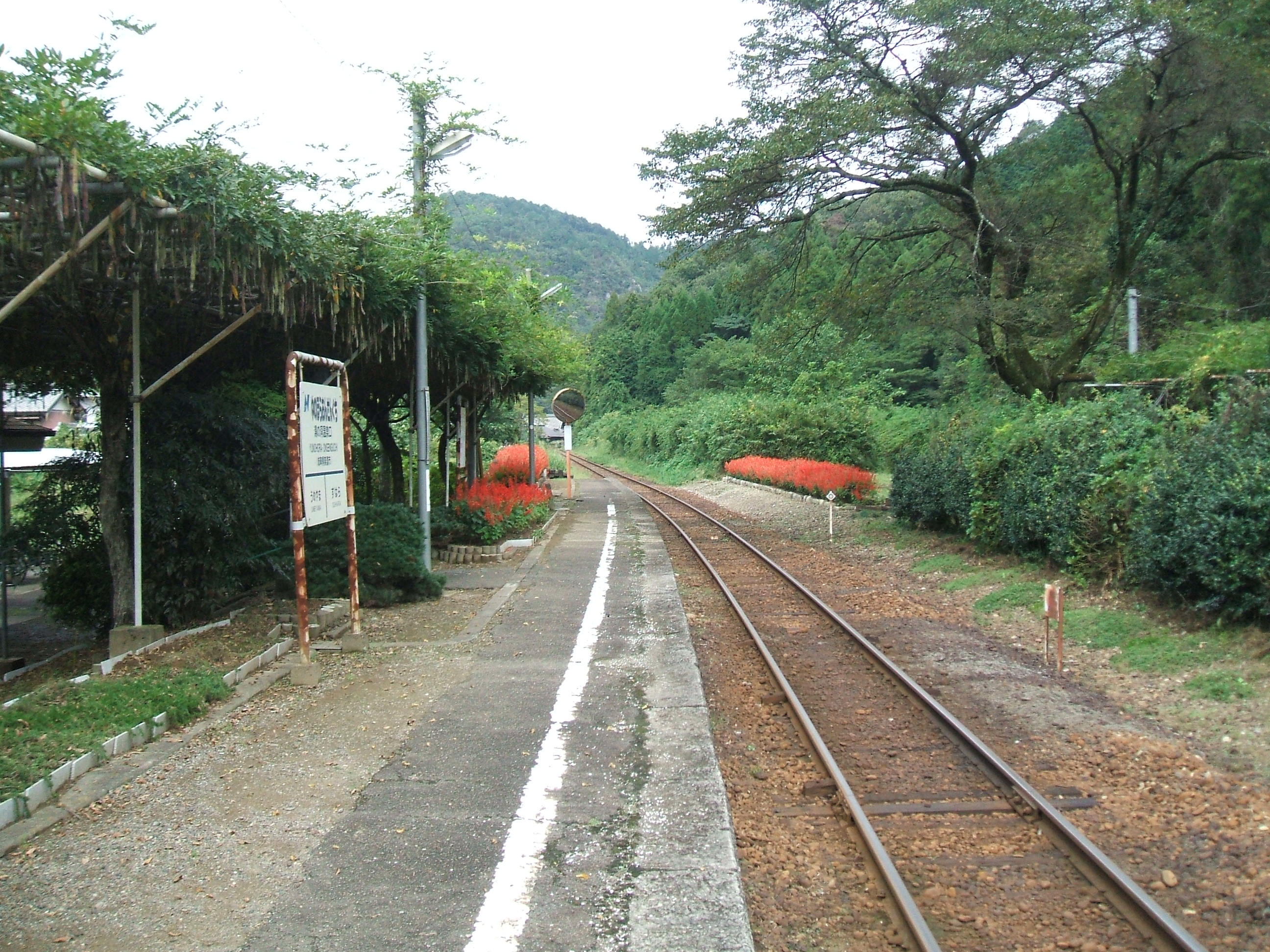
ホーム（藤の木が茂る）

単式ホーム1面1線を有する地上駅である。駅舎内に待合室とトイレが設置されている。
無人駅。ホームには藤の木が茂っており、シーズンになると花の屋根がホームを覆う。

## 利用状況
美濃市統計書によると、近年の1日平均乗降人員の推移は以下の通り。
- 1999年：145人
- 2000年：160人
- 2001年：134人
- 2002年：111人
- 2003年：95人
- 2004年：65人
- 2005年：69人
- 2006年：58人
- 2007年：40人
- 2008年：65人
- 2009年：83人
- 2010年：49人
- 2011年：62人
- 2012年：45人
- 2013年：41人

## 駅周辺
旧称の板取口は武儀郡板取村（現在の関市板取地区）に由来するが、板取地区の中心部へは自動車で30分以上かかる。
- 長良川
  - 立花橋
- 長良川発電所（登録有形文化財）
- 湯の洞温泉
- 国道156号

## バス路線
- 美濃市乗り合わせタクシー「のり愛くん」

## 隣の駅
長良川鉄道
■越美南線
梅山駅（12）- 湯の洞温泉口駅（13） - 洲原駅（14）